# Saint-Just-et-le-Bézu
Saint-Just-et-le-Bézu é uma comuna francesa na região administrativa de Occitânia, no departamento de Aude. Estende-se por uma área de 13,54 km². Em 2010 a comuna tinha 51 habitantes (densidade: 3,8 hab./km²).